# Circuito Urbano de Hanói
O Circuito Urbano de Hanói  (em vietnamita: Đường phố Hà Nội) teria sido um autódromo localizado em Nam Từ Liêm em Hanói, a capital do Vietnã. Este circuito de rua foi projetado para sediar o Grande Prêmio do Vietnã, que a partir de 2020 seria um evento do Campeonato Mundial de Fórmula 1. O circuito teria 5.565 km de comprimento e foi projetado pelo arquiteto de circuitos Hermann Tilke. O Circuito Urbano de Hanói estava previsto para fazer sua estreia no calendário da Fórmula 1 em 2020, mas foi cancelado por causa da pandemia de COVID-19, e as negociações para que o evento pudesse acontecer futuramente não avançaram.